# 1970年世界博覽會

大韓民国館

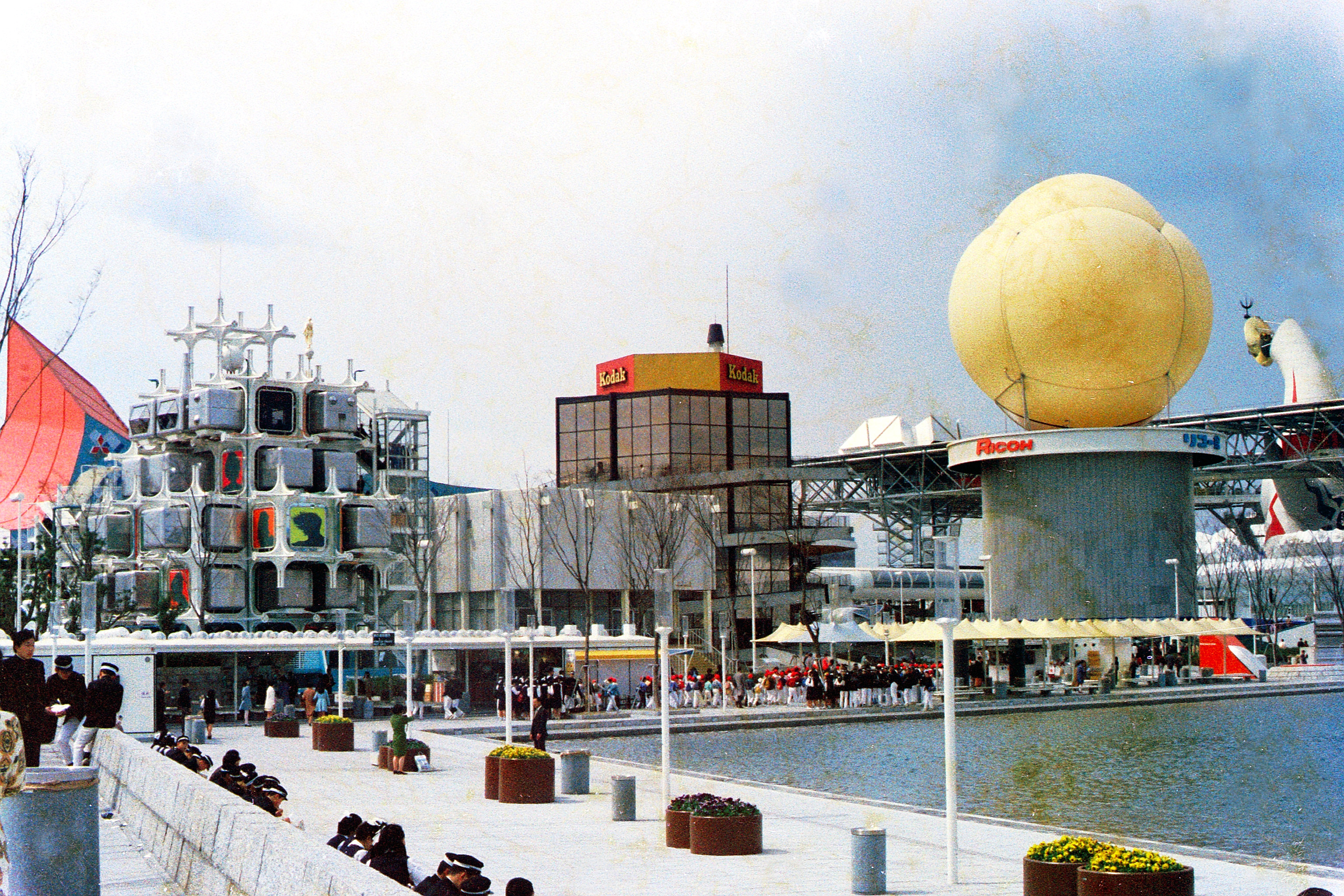
Kodak館 & 理光館

1970年世界博覽會，正式名稱為日本萬國博覽會（日语：／ Nippon bankoku hakurankai */?），簡稱大阪萬博、Expo '70，於1970年3月15日至9月13日在日本大阪府吹田市的千里丘陵舉行，為期183日，是日本首次主辦的世界博覽會。主辦單位為「日本萬國博覽會協會」（今「獨立行政法人日本萬國博覽會紀念機構」）。
大阪万博的主题是「人类的进步和协调」，有77个国家、4个国际组织参加，會場占地約350公頃，入场者多達6421万8770人次。会场由日本建築師丹下健三设计。

## 概要
該展會於1970年3月15日－9月13日（183天）（開幕式於3月14日舉行），共有77個國家參加，作為戰後25週年紀念活動，象徵著日本在戰後實現了高度經濟成長，並在國民生產毛額（GNP）比較上於1968年超越西德，成為僅次於美國的世界第二的經濟大國象徵性活動而舉辦。主辦單位為財團法人日本萬國博覽會協會。博覽會的名譽總裁為當時的皇太子明仁親王，名譽會長為當時的內閣總理大臣佐藤榮作。概念為「規格大量生產型的近代社會」。
在日本，這是繼1964年東京奧運之後的國家級活動，動員了眾多企業、研究人員、建築師、藝術家參與展館建設以及影像、音響等活動製作與展示品製作。大阪市等會場周邊市區為迎接博覽會進行了道路、鐵路、地鐵等大規模建設與整備，日本政府的萬國博相關事業共支出了超過6500億日圓。另一方面，自第二次世界大戰以來最大規模的藝術家國家活動動員，引發了文化藝術界內部批評；同時，由於1970年預定進行日美安保條約修訂的討論與反對運動（70年安保鬥爭），部分大學生等認為這場大型活動是在轉移國民視線，因此發起反對運動。

### 展館
由於是顛覆常識的超大型專案，在日本全國引起了廣泛爭議，但透過匯聚世界各國的新技術與文化，打造出一時的未來世界，吸引了6422萬人入場，獲得巨大成功。本博覽會中，标记系统、電動步道、單軌電車、磁浮列車、電動自行車、電動汽車、視訊電話、行動電話、罐裝咖啡、家庭餐廳、肯德基炸雞等21世紀在現代社會普及的產品與服務首次亮相。有不少產品在本博覽會上廣為人知，並在之後迅速普及至日常生活。然而，也有技術難度高、即使在現代仍未實用化的產品。复古未来主义風格的場館設計因其潔淨感，對後來的展覽會等也產生了巨大影響。閉幕至今半世紀以上，該活動的知名度仍高，經常被作為高度經濟成長期日本的代表性事件來提及。
主題館的太陽之塔、美國館、蘇聯館等受歡迎的展館，常常出現需等候數小時的長隊，場面十分擁擠。尤其是展示阿波羅12號帶回的「月球岩石」的美國館，其排隊隊伍綿延不絕，途中放棄改去其他展館的人也不少。由於擁擠異常，還有人戲稱其為將主題改成「人類的忍耐與長蛇」或「殘酷博」。此外，這也是國際博覽會史上首次實現盈餘。
該展覽的主題為「人類的進步與調和」(Progress and Harmony for Mankind)，子主題則包含
- - 第一主題「更加充實豐富的生命」(Toward fuller enjoyment of life)
  - 第二主題「更豐碩的自然利用」(Toward more bountiful fruits from nature)
  - 第三主題「更理想的生活設計」(Toward fuller engineering of our living environment)
  - 第四主題「更深的相互理解」(Toward better understanding of each other)

面積：330萬平方公尺，面積細分如下。
 
會場內部分
- 象徵區（慶典廣場、萬國博美術館、萬國博大廳、水上舞台、世博塔廣場、水下餐廳等） - 118,000 m2
- 展示區（展館） - 486,000 m2
- 廣場步道 - 362,000 m2
- 內環狀道路 - 93,000 m2
- 休閒區 - 390,000 m2
- 保護綠地 - 61,000 m2
- 池塘 - 101,000 m2
- 其他 - 46,000 m2

場周部分
- 停車場 - 570,000 m2
- 出入口 - 171,000 m2
- 休閒區 - 86,000 m2
- 保護綠地 - 160,000 m2
- 一般道路 - 173,000 m2
- 中央環狀道路 - 160,000 m2
- 處理場・倉庫 - 36,000 m2
- 其他 - 287,000 m2

- 總入場人數：6421萬8770人[14][註 1]（其中外國人約170萬人[16]）
- 目標入場人數：3,000萬（後來上調至4,500萬）[17]
- 參加國數：77國、4個國際機構、6州、3市、1政廳[18]
- 單軌電車乘客數：約3350萬人[19]

銷售金額
- - 入場券：約373億6113萬日圓（預售約1,065萬張，當日票約5,295萬張，扣除退票後合計約6,360萬張）[20]
  - 餐飲・商店相關：約525億6433萬日圓[21]

單日入場人數
- - 最高：83萬5832人（9月5日[註 2]）
  - 最低：16萬3857人（3月16日）
  - 平均：35萬922人
- 走失人數：成人 12萬5778人、兒童 4萬8139人[15][14]
- 遺失物件：5萬4154件（其中金錢為4892萬4577日圓）[15][14]
- 食物中毒：43件，共388人[23]

大阪萬博最終的總入場人數約為6422萬人，直到2010年中國上海市舉辦的上海世界博覽會才被超越（上海世博約7309萬人）。另外，愛稱「萬博（バンパク）」是將本博覽會正式名稱「萬國博覽會」縮略而成，之後也被其他博覽會沿用（國際科學技術博覽會=筑波博、花之萬博=大阪花博、愛知萬博=愛・地球博）。
此外，原定於1940年3月15日至8月31日在東京舉辦，但因中日戰爭加劇等原因延期的「紀元2600年紀念日本萬國博覽會」的預售票，可在本博覽會作為替代使用，因此實際使用了約3000張。另外，為了降低入場費，應政府萬國博相關閣僚協議會的要求，摩托快艇競賽業界提供了超過21億日圓的贊助金，日本船舶振興亦另外提供補助金等支持。除此之外，日本自行車振興會亦提供超過20億日圓，用於宣傳事業、協會總部大樓、自動步道、運行控制中心、升降機、官方記錄及紀錄電影等費用；日本小型汽車振興會則提供逾1000萬日圓作為電子指示牌資金。雖然賽馬業界因與萬博及馬匹、畜產關聯性不高，中央賽馬未予支援，但大阪府都市競馬組合、兵庫縣及和歌山縣仍合計捐贈了1億6200萬日圓。

## 參加的國家、地區與國際機構
為了讓大阪萬博作為國際博覽會史上首次在亞洲舉辦的盛會，能吸引盡可能多的國家參加，並成為意義豐富的活動，日本透過駐外館處向尚未參加的國家積極勸說，同時派遣由首相或萬博事務大臣擔任的特使、日本政府萬博代表，以及博覽會協會高層職員等展開協商。在招請活動初期，響應的國家不多，其中一項原因是亞洲、非洲與中南美洲的多數國家難以籌措足夠資金。對此，日本提出了一項獨自構想，即由日本代替參加國建造並提供展館——「國際共同館」（International Place）。在此方案下，一些國家開始表示願意參加。
這些活動的成果是，到1969年底，包括中非共和國在內共有25個國家新決定參加，使得參加國總數達到81國。然而，也有國家在申請參加後取消，包括奧地利、以色列、波蘭、玻利維亞、黎巴嫩、剛果・金沙薩（今剛果民主共和國）、海地、蓋亞那。最終，共有77個國家（包括日本）、4個國際機構、1個政廳及9個州／省參加。
| 参加國（括號內數字表示申請參加順序）                            | 参加國（括號內數字表示申請參加順序） | 参加國（括號內數字表示申請參加順序） | 参加國（括號內數字表示申請參加順序） | 参加國（括號內數字表示申請參加順序） | 参加國（括號內數字表示申請參加順序） |  |
| 亞洲                                                            | 亞洲                                 | 亞洲                                 | 亞洲                                 | 亞洲                                 | 亞洲                                 |  |
| --------------------------------------------------------------- | ------------------------------------ | ------------------------------------ | ------------------------------------ | ------------------------------------ | ------------------------------------ |  |
| (2)                                                             | 中華民國 (4)                         | 科威特 (15)                          | 土耳其 (18)                          | 泰國 (20)                            | 菲律賓 (21)                          |  |
| (29)                                                            | 緬甸 (30)                            | 沙烏地阿拉伯 (33)                    | 斯里蘭卡 (35)                        | 印度尼西亞 (38)                      | 賽普勒斯 (41)                        |  |
| 新加坡 (44)                                                     | 巴基斯坦 (45)                        | 印度 (47)                            | 越南 (50)                            | 尼泊尔 (52)                          | 阿联酋 (60)                          |  |
| 伊朗 (61)                                                       | 马来西亚 (62)                        | 阿富汗 (63)                          | 柬埔寨 (65)                          |                                      |                                      |  |
| 歐洲                                                            |                                      |                                      |                                      |                                      |                                      |  |
| 荷蘭 (5)                                                        | 苏联 (7)                             | 比利时 (8)                           | 德國 (9)                             | 瑞士 (10)                            | 法國 (13)                            |  |
| 保加利亚 (14)                                                   | 英国 (16)                            | 葡萄牙 (19)                          | 丹麦 (24)                            | 挪威 (25)                            | 瑞典 (26)                            |  |
| 芬兰 (27)                                                       | 希腊 (31)                            | 捷克斯洛伐克 (34)                    | 冰島 (39)                            | 梵蒂冈 (49)                          | 義大利 (55)                          |  |
| 馬爾他 (66)                                                     | 摩納哥 (69)                          | 爱尔兰 (76)                          |                                      |                                      |                                      |  |
| 北美洲                                                          |                                      |                                      |                                      |                                      |                                      |  |
| 加拿大 (1)                                                      | 美国 (3)                             | 古巴 (17)                            | 墨西哥 (23)                          | (32)                                 | 薩爾瓦多 (64)                        |  |
| 尼加拉瓜 (70)                                                   | 巴拿马 (71)                          | (72)                                 |                                      |                                      |                                      |  |
| 南美洲                                                          |                                      |                                      |                                      |                                      |                                      |  |
| 智利 (48)                                                       | 哥伦比亚 (51)                        | (53)                                 | 秘魯 (54)                            | 阿根廷 (57)                          | 巴西 (58)                            |  |
| 委內瑞拉 (67)                                                   | 乌拉圭 (73)                          |                                      |                                      |                                      |                                      |  |
| 非洲                                                            |                                      |                                      |                                      |                                      |                                      |  |
| 尚比亞 (6)                                                      | 阿尔及利亚 (22)                      | 衣索比亞 (28)                        | 象牙海岸 (36)                        | 坦桑尼亚 (37)                        | (40)                                 |  |
| 马达加斯加 (42)                                                 | 乌干达 (43)                          | 加彭 (46)                            | 中非 (56)                            | 奈及利亞 (59)                        | 阿拉伯聯合共和國 (68)                |  |
| (75)                                                            | 模里西斯 (74)                        |                                      |                                      |                                      |                                      |  |
| 大洋洲                                                          |                                      |                                      |                                      |                                      |                                      |  |
| 新西兰 (11)                                                     | (12)                                 |                                      |                                      |                                      |                                      |  |
| 參加的國際組織、州、市等 （括號內為正式名稱、所屬國家或地區等） |                                      |                                      |                                      |                                      |                                      |  |
| 联合国                                                          | EC（歐洲共同體）                     | OECD（經濟合作暨發展組織）           | 香港（英屬香港）                     | 魁北克省（加拿大）                   | 不列顛哥倫比亞省（加拿大）           |  |
| 安大略省（加拿大）                                              | 華盛頓州（美國）                     | 夏威夷州（美國）                     | 阿拉斯加州（美國）                   | 慕尼黑市（德國）                     | 洛杉磯市（美國）                     |  |

## 展覽設施群

### 核心主題館
- 日本万国博覧会協会本部（現大阪府万博紀念大樓）
- 主題館（太陽塔、大屋頂內空中主題館）

### 國際館
- 美國館（含阿拉斯加州、洛杉磯市、American Express、可口可樂、Sunkist、Miles Laboratories、泛美航空、布里塔尼卡、商務部觀光局聯合展示）
- 阿布達比館
- RCD館（土耳其、巴基斯坦、伊朗）
- 阿根廷館
- 阿爾及利亞館
- 英國館
- EC館（現歐盟）
- 義大利館
- 國際共同館「International Place」
  - 第1分館：非洲國家
  - 第2分館：中南美及歐洲國家
  - 第3分館：亞洲國家
  - 第4分館：阿拉伯聯合、南越、愛爾蘭
- 印度館
  - 印尼館
- 衣索比亞館
- OECD館
- 澳洲館
- 荷蘭館
- 加拿大館（含安大略州、魁北克州、不列顛哥倫比亞州）
- 基督教館（梵蒂岡、日本萬博基督教館委員會設置）
- 科威特館
- 希臘館
- 古巴館
- 國聯館（UN）
- 哥倫比亞館
- 沙烏地阿拉伯館
- 新加坡館
- 瑞士館
- 斯堪地那維亞館（丹麥、芬蘭、挪威、瑞典、冰島）
- 西龍（斯里蘭卡）館
- 象牙海岸館
- 蘇聯館

泰國館
- 南韓館
- 中華民國館
- 捷克斯洛伐克館
- 智利館
- 德國館
- 紐西蘭館
- 日本館
- 夏威夷州館
- 緬甸館
- 菲律賓館
- 巴西館
- 法國館

保加利亞館
- 香港館
- 慕尼黑市館
- 墨西哥館
- 華盛頓州館

### 企業館及其他
- IBM館（日本IBM）
- 化學工業館（日本化學工業協會）
- 日本瓦斯協會館（主題「笑」）
- 久保田館
- 柯達館
- 三得利館
- 三洋電機館

自動車館（日本汽車工業協會）
- 住友童話館
- 生活產業館（28家中堅企業聯合）
- 纖維館
- 寶貝蒙館
- 地方自治體館
- 鐵鋼館
- 電信館（日本電信電話公社、國際電信電話）
- 電力館（電氣事業聯合會）
- 東芝・IHI館
- 虹之塔（日本專賣公社）
- 日本民藝館
- 日立集團館
- 古河館
- 富士集團館（360度螢幕）
- 富士盤與機器人館
- 百事館（ExpoLand）
- 松下館
- 三井集團館
- 三菱未來館
- 綠色館（32家公司聯合館）
- 摩爾門館
- 理光館
- 華歌爾&Riccar館

此外，塔思琦、讀賣新聞社、日本世界衛生組織協會、國際化學株式會社（現為國際有機株式會社）、日本國鐵等也申請參展，但中途退出，只剩下讀賣新聞社加入了世博會聯合參展商協會。

## 在萬博登場，其後普及的展品
- 電動步道
- 罐裝咖啡（UCC上島咖啡）
- 气膜建筑（Air Dome，；美國館、芙蓉小組帳幕）
- 連鎖快餐店（肯德基、DomDom漢堡）
- 咖啡味軟雪糕（埃塞俄比亞館）
- 電動汽車（大發工業）
- 溫水洗淨便座（日本瓦斯協會）
- 區域網路
- 無線電時鐘

## 在萬博登場，但并未普及的展品
- 磁浮列車（日本館、日本國有鐵道）
由愛知高速交通營運的東部丘陵線是日本第一條商轉的磁浮列車常設路線，於2005年愛知博覽會開幕前通車，最高時速100公里。由JR東海與JR磁浮測試開發中，預定2027年完工通車的中央新幹線將為日本第一條高速磁浮列車路線。至2020年為止，僅上海的上海磁浮示範運營線為全世界唯一高速（250km/h以上）商轉營運的磁浮列車。
- 空中餐室（會場各處）（页面存档备份，存于）
- 傳真送信型新聞（日本の住宅事情に適合していなかったように思える）
全球資訊網普及後，直接由新聞網站所取代。
- 電視電話
網際網路普及後，直接由視訊會議及Skype等軟體所取代

## 出席人士
當時的日本首相是長期執政的佐藤榮作（1964－1972年總理大臣）。萬國博覽會的博覽會秘書長鈴木俊一（後來的東京都知事）。為萬博會場提供綜合設計的是建築家丹下健三（鈴木和丹下的關係延續至新東京都廳舍）。

## 紀念發行物品
- 紀念郵票

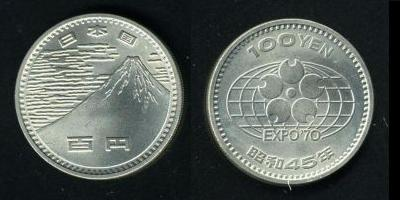
紀念貨幣（100日圓白銅貨）

  - 7日圓、15日圓、50日圓三種，於1970年3月14日發行，1970年6月15日再度發行。
- 紀念硬幣
  - 100日圓白銅幣，於1970年3月10日（7月9日追加發行）發行。

## 主題曲
- 你好，世界各国(世界の国からこんにちは)（演唱：三波春夫、作詞：岛田阳子、作曲：中村八大）

### 其他主題曲
- 万国博音頭（作詞：三宅立美、補作詞：西沢爽、作曲：古賀政男）

1966年發售。歌手是村田英雄，此曲不是競賽作品。

## 期間交通
- 鐵路
  - 北大阪急行電鐵（萬國博中央口）
  - 阪急千里線
- 巴士
  - 阪急巴士
  - 近鐵巴士
  - 京阪巴士（只在萬博期間服務）

| 前大会: 蒙特利爾萬國博覽會 | 一般博 日本大阪府 | 次大会: 塞維利亞萬國博覽會 |

## 結束後
萬博結束後，原場館所在地曾多次被規劃為商業副中心或研究城市等用途，但均未有明確實施方案，最終才被重新開發為公園，並作為萬博紀念公園對外開放。目前，該地區設有多種自然與文化設施、體育設施及休閒設施，世博會期間開放的遊樂區「世博樂園」於2009年關閉；之後在2015年，原世博樂園舊址上開設了綜合設施「EXPOCITY」。
世博會主辦單位日本世界博覽會協會，曾將業務移交給1971年9月成立的日本世界博覽會紀念協會（隸屬財務省）。2003年，作為公共機構精簡計畫的一部分，該協會轉型為獨立行政機構——日本世界博覽會紀念機構。然而，2013年通過廢止該機構的法律，該機構於2014年4月1日解散。萬博紀念公園的營運由大阪府接管，基金業務則由關西大阪21世紀協會負責。

## 外部連結
- 日本萬國博覽會紀念機構（日語）
- 獨立行政法人日本萬國博覽會紀念機構
- 懐かしの大阪万博（页面存档备份，存于）
- スイタウェブ万博情報（页面存档备份，存于）
- 追憶　日本萬國博覽會
- OSAKA BAN PACK!（页面存档备份，存于）
- 万博バンバン！日本万国博覧会
- 蛞蝓万博 EXPO '70
- ノスタル爺劇場　まぼろしの万博
- 萬博紀念館（页面存档备份，存于）
- EXPO '70設計展
- 万博（Expo'70）を見た乗物たち（页面存档备份，存于）
- 「公式長編記録映画　日本万国博覧会」DVD　公式HP
- 公式記録映画 日本万国博覧会
- 大阪万博　「サンヨー館の思い出」展
- 江崎グリコ：タイムスリップグリコ　大阪万博編（页面存档备份，存于）
- 大阪万博パピリオン3DCG（壁紙使用可）（页面存档备份，存于）
- 失われた未来　LOST FUTURE 2000
- 万博・地方博＠2ch掲示板（页面存档备份，存于）